# فهرست ریزمغذی‌ها
ریزمغذی‌ها، مواد مغذی مانند ویتامین‌ها و مواد معدنی مورد نیاز جانداران در مقادیر مختلف در طول زندگی برای تنظیم طیف وسیعی از عملکردهای فیزیولوژیکی برای حفظ سلامت هستند.
در زیر، فهرستی از ریزمغذی‌ها آمده‌است.

## مواد معدنی
- کلسیم
- گوگرد
- فسفر
- منیزیم
- سدیم
- پتاسیم
- اهن
- فلز روی

### عناصر مورد نیاز به میزان کم
- بور
- مس
- کروم (مورد مناقشه. اتحادیهٔ اروپا کروم را یک عنصر ضروری نمی‌داند)
- سلنیم
- منگنز
- مولیبدن
- کبالت (به‌عنوان یکی از اجزاء ویتامین ب۱۲)
- فلوئور
- ید[۳]

## ویتامین‌ها
| - ویتامین‌های گروه ب - ویتامین ب۱ - ویتامین ب۲ - ویتامین ب۳ - ویتامین ب۵ - ویتامین ب۶ - ویتامین ب۷ - ویتامین ب۹ - ویتامین ب۱۲ - کولین | - ویتامین آ - ویتامین ث - ویتامین دی - ارگوکلسیفرول - کلکلسیفرول - ویتامین ئی - ویتامین کا - ویتامین کا۱ - ویتامین کا۲ - ویتامین کا۳ - کاروتنوئیدها (از ریزمغذی‌های ضروری نیستند) - آلفا کاروتن - بتاکاروتن - کریپتوزانتین - لوتئین - لیکوپن - زآگزانتین |